# Platyplectrum spenceri
A Platyplectrum spenceri a kétéltűek (Amphibia) osztályának békák (Anura) rendjébe, a mocsárjáróbéka-félék (Limnodynastidae) családjába, azon belül a Platyplectrum nembe tartozó faj.

## Előfordulása
Ausztrália endemikus faja. Az ország Nyugat-Ausztrália államától az Északi területen (Northern Territory) át egészen Dél-Ausztrália állam száraz, sivatagos területein honos. Elterjedési területe nagyjából 1 240 900 km².

## Megjelenése
Közepes méretű békafaj, hossza elérheti az 50 mm-t. Hátának színe változatos, szürke, barna, vagy vöröses-barna lehet, melyet sötétebb barna foltok tarkítanak. Gyakran barna sáv húzódik pofája csúcsától az oldala irányában, felső ajkain függőleges csíkok láthatók. Hasi oldala fehér. Pupillája csaknem szabályosan kerek, írisze arany színű. Lábain barna vízszintes harántcsíkok húzódnak. Mellső lábának ujjai között nincs úszóhártya, hátsó lábain teljesen kifejlett úszóhártya található. Ujjbegyein nincs korong.

## Életmódja
Élőhelyén meglehetősen gyakori békafaj. A párzási időszakon kívül az év felét a föld alatt, begubózva tölti. A heves esőzések kezdetekor jön a felszínre. A szaporodási időszak tavasztól nyárig tart.
A petéket habfészekbe helyezi az időszakos pocsolyák, árkok vízének felületére. Az ebihalak mérete elérheti a 60 mm-t, színük barna, aranybarna vagy szürkésbarna lehet. Kifejlődésük körülbelül egy hónapot vesz igénybe.

## Természetvédelmi helyzete
A vörös lista a nem fenyegetett fajok között tartja nyilván. Elterjedési területén számos védett terület található mind Nyugat-Ausztráliában mind az Északi területen.